# Penelope Moreton
Penelope Moreton (23 de marzo de 1932) es una jinete irlandesa que compitió en la modalidad de concurso completo. Ganó una medalla de oro en el Campeonato Mundial de Concurso Completo de 1966, y una medalla de plata en el Campeonato Europeo de Concurso Completo de 1965.

## Palmarés internacional
| Campeonato Mundial | Campeonato Mundial     | Campeonato Mundial | Campeonato Mundial |
| Año                | Lugar                  | Medalla            | Categoría          |
| ------------------ | ---------------------- | ------------------ | ------------------ |
| 1966               | Burghley (Reino Unido) | Medalla de oro     | Por equipos        |
| Campeonato Europeo |                        |                    |                    |
| Año                | Lugar                  | Medalla            | Categoría          |
| 1965               | Moscú (URSS)           | Medalla de plata   | Por equipos        |